# Megaselia nigella
Megaselia nigella är en tvåvingeart som beskrevs av Rudolf Beyer 1960. Megaselia nigella ingår i släktet Megaselia och familjen puckelflugor. Inga underarter finns listade i Catalogue of Life.